# 씨밍크

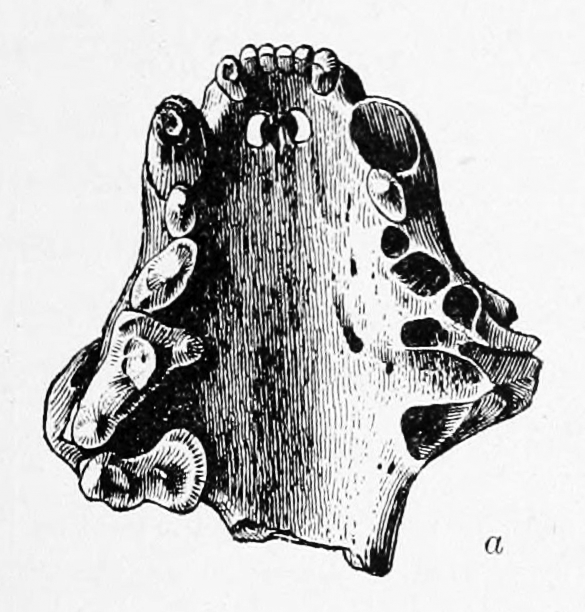

씨밍크(sea mink, Neogale Macrodon)는 뉴잉글랜드 해안의 메인만 주변 북아메리카 동부 해안에 살았던 최근 멸종된 밍크종이다. 이것은 아메리카밍크(Neogale vison)와 가장 밀접한 관련이 있으며, 씨밍크가 아메리카밍크의 아종(Neogale vison macrodon)으로 간주되어야 하는지 아니면 자체 종으로 간주되어야 하는지에 대한 지속적인 논쟁이 있었다. 별도의 종 지정에 대한 주요 정당화는 두 밍크의 크기 차이이지만 모피가 더 붉은 것과 같은 다른 구별도 이루어졌다. 유일하게 알려진 유적은 아메리카 원주민 조개무지에서 발굴된 뼈 조각이다. 실제 크기는 주로 치아 잔해를 기반으로 추정된다.
씨밍크는 멸종된 후인 1903년에 처음 기재되었다. 외모와 습관에 관한 정보는 추측과 모피 상인과 아메리카 원주민의 설명에서 비롯된다. 가정 범위를 유지하고, 일부다처였으며, 바다 지향적이지만 비슷한 식습관을 가졌다는 점에서 아메리카밍크와 유사한 행동을 보였을 수 있다. 뉴잉글랜드 해안과 연해주에서 발견되었을 것으로 추정되지만, 마지막 빙하기 동안에는 그 범위가 더 남쪽으로 확장되었을 수도 있다. 반대로, 그 범위는 뉴잉글랜드 해안, 특히 메인 만 또는 인근 섬으로만 제한되었을 수 있다. 밍크 중 가장 큰 종인 씨밍크는 모피 무역상들에게 더 인기가 있었고 19세기 말이나 20세기 초에 멸종되었다.